# بحيرة ستنير
بحيرة محطة ستنير () هي بحيرة مالحة جليدية، تقع مباشرة شرق بحيرة دينجل (بحيرة الوادي المشجر) في شبه جزيرة بريدنيس، مرتفعات فيستفولد في أنتاركتيكا. تم تخطيطها من صور جوية التقطتها بعثة عمليات البحرية الأمريكية في 1946-1947. تمت زيارتها لأول مرة من قبل (البعثات الوطنية الأسترالية للبحوث في القطب الجنوبي) في عام 1955.

## وصلات خارجية
- نظام معلومات الأسماء الجغرافية
- https://geonames.usgs.gov/apex/f?p=gnispq:5:0::NO::P5_ANTAR_ID:14509